# Marita Meyer-Kainer
Marita Meyer-Kainer (* 23. August 1954 im Landkreis Nienburg/Weser) ist eine Hamburger CDU-Politikerin.

## Beruf und Ausbildung
Meyer-Kainer ist ausgebildete Sportpädagogin und Personalberaterin.
Von Juli 2008 bis August 2009 war sie Leiterin der Unternehmenskommunikation der MEP Management + Equity Partners AG in Hamburg. Anschließend war sie in derselben Funktion bei den im Mai 2014 in die Insolvenz geratenen Technischen Glaswerke Ilmenau (TGI) tätig, welche seit 2006 zur Hamburger Beteiligungsgesellschaft Management + Equity Partners AG gehörte.

## Politik
Marita Meyer-Kainer ist seit 1979 Mitglied in der CDU. Von 2003 bis 2005 war sie Landesvorsitzende und Mitglied des Bundesvorstandes der Frauen-Union. Am 17. April 2009 wurde sie erneut zur Landesvorsitzenden der Frauen-Union Hamburg gewählt und übte dieses Amt bis zur Wahl von Franziska Hoppermann am 8. April 2017 aus. Zudem war sie ab 2009 als eine von 20 Beisitzenden Mitglied im Landesvorstand der CDU. Sie bewarb sich in einer im Mai/Juni 2011 durchgeführten Mitgliederbefragung als vom Parteitag zu wählende Vorsitzende der Hamburger CDU. Nach dem am 5. Juni 2011 bekanntgegebenen Ergebnis unterlag sie mit 9,8 % der abgegebenen Stimmen zwei anderen Kandidaten und dem CDU-Bundestagsabgeordneten Marcus Weinberg, der 36,2 % erzielte.

### Hamburgische Bürgerschaft
In der Zeit vom 26. März 2004 bis zum April 2008 war sie Mitglied in der Hamburgischen Bürgerschaft (18. Wahlperiode) – eingezogen ist sie über ihren damaligen Landeslistenplatz 65. Ihr besonderer Arbeitsschwerpunkte lag in der Schul-, Frauen-, Familien-, Sozial- und Sportpolitik. Sie war Fachsprecherin ihrer Fraktion für Soziales (im Speziellen für Frauen). Für die CDU arbeitete sie zudem im Schulausschuss und Sportausschuss sowie im Sonderausschuss Vernachlässigte Kinder. Außerdem war sie in der Enquete-Kommission Schulentwicklung vertreten.
2008 und 2011 kandidierte sie erneut für ein Bürgerschaftsmandat, jedoch erfolglos. Sie war bis zum 4. Mai 2011 Mitglied der Deputation für Bildung und Sport.

### Erfolglose Kandidaturen
2013 bewarb Meyer-Kainer sich als Listenkandidatin der Hamburger CDU für die Bundestagswahl 2013, wurde am 23. März 2013 von den Delegierten auf den Listenplatz 7 gewählt und kandidierte erfolglos für einen Sitz im Bundestag bei der Wahl vom 22. September 2013.
Am 23. August 2014 wurde sie vom Wahlausschuss der CDU Hamburg für Platz sechs auf der Landesliste zur Hamburgischen Bürgerschaftswahl 2015 vorgeschlagen und kandidierte für ein Mandat. Bei der Wahl vom 15. Februar 2015 erzielte sie lediglich 0,1 % der Stimmen und wurde nicht gewählt.

## Sonstige Tätigkeiten
Ab 2002 war sie regionale Ansprechpartnerin der Stiftung Lesen in Hamburg.